# Gry terenowe

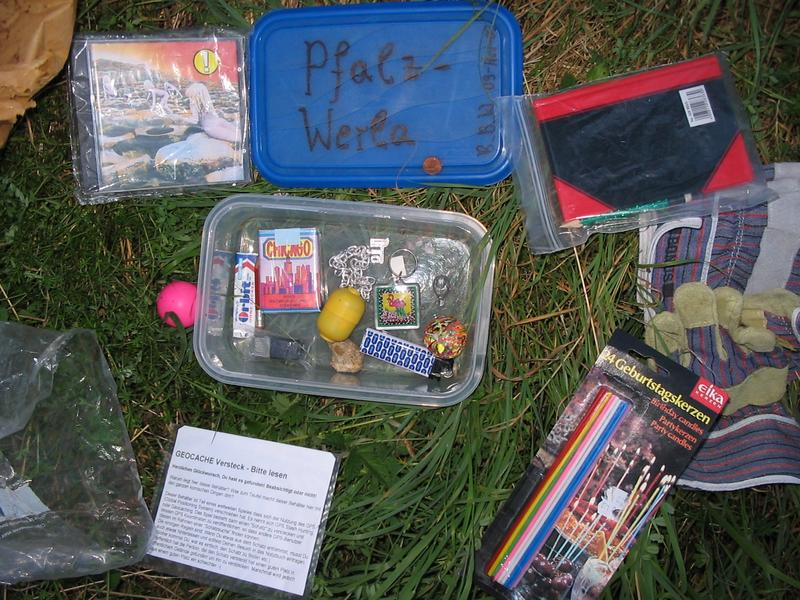
Geocaching

Gry terenowe – rodzaj gier rozgrywanych najczęściej w czasie rzeczywistym, do których wykorzystuje się teren, jego topografię oraz inne właściwości. Istnieje wiele rodzajów gier terenowych - zręcznościowe, siłowe, taktyczne, fabularne i RPG. Podstawową umiejętnością wymaganą od gracza jest dobra orientacja w terenie, umiejętność czytania mapy lub wykorzystania urządzeń GPS.

## Zastosowanie
Gry terenowe posiadają aspekt edukacyjny, stąd są wykorzystywane w harcerstwie, praktycznej nauce w szkole – np. geografii, ekologii i szkoleniu wojskowym. 

## Przykłady gier terenowych
- Podchody
- Selekcja (gra terenowa)
- Szukanie skarbu
- Manso
- Geocaching
- Impreza na orientację